# Place Croix-Luizet
La place Croix-Luizet est une place publique de Villeurbanne, en France.

## Situation et accès
Située dans le quartier Croix-Luizet, elle est à la jonction des rues Jean-Baptiste-Clément, de l'Espoir et de l'avenue Roger-Salengro.  

## Origine du nom
Son nom est dû à une croix en pierre érigée le 30 septembre 1714 et bénite cette même année par le curé Saint-Julien de Cusset. La croix est déplacée après la Révolution dans le jardin du château Gaillard, actuellement parc Alexis-Jordan.